# 성지여자고등학교
성지여자고등학교(聖旨女子高等學校)는 대한민국 경상남도 창원시 마산합포구 완월동에 있는 사립 고등학교이다.

## 학교 연혁
- 1910년 9월 30일 : 초등교육기관인 사립 '성지학교' 설립 인가, 설립자 - 프랑스인 문제만 신부, 설립위치 - 경상남도 창녕부 외서면 완월리(현 창원시 마산합포구 완월남로 20)
- 1935년 : 성지학교 내에  '성지강습회' 를 부설하고 중등교육 실시
- 1949년 1월 : 초대 재단 이사장 최덕홍 주교 취임
- 1952년 1월 : 석조 본관 준공
- 1952년 4월 15일 : 성지여자고등학교 설립 인가(초대 교장 김영호 신부 취임)
- 1973년 1월 : 4층 교실 및 시청각실 준공(현 3학년 교실 건물)
- 1976년 1월 : 체육관 완공
- 1977년 12월 8일 : 학교법인 성지학원 설립
- 1977년 12월 : 제5대 재단 이사장 장병화 주교 취임
- 1985년 3월 : 산업체 특별학급 설치 운영
- 1987년 10월 15일 : 학생 기숙사 데레사관 완공
- 1994년 2월 26일 : 지원 학생 감소로 산업체 특별학급 폐쇄함
- 1998년 2월 23일 : 백합관 준공
- 2002년 5월 : 향학관 준공
- 2007년 11월 : 현대식 도서관 '서향재' 개관
- 2008년 6월 : 형설관 개관
- 2013년 2월 : 자율학교 재지정
- 2016년 6월 : 제8대 재단이사장 배기현 주교 취임
- 2023년 1월 3일 : 제69회 졸업식 171명(연 28,997명)
- 2023년 3월 1일 : 제15대 교장 김정환 취임
- 2023년 3월 2일 : 입학식(7학급 163명)

## 참고 자료
- 성지여자고등학교 - 한국교육학술정보원 학교알리미